# Ministerstwo Rolnictwa Republiki Litewskiej
Ministerstwo Rolnictwa Republiki Litewskiej (lit. : Lietuvos Respublikos Zemes ukio ministerija, LR ŽŪM) – litewski urząd administracji rządowej obsługujący ministra właściwego do spraw działów administracji rządowej: rolnictwo, żywność, rozwój obszarów wiejskich, rybołówstwo, bezpieczeństwo, jakość żywności i dziedzictwo narodowe.

## Historia
Ministerstwo powstało w 1990 roku. W 1996 roku doszło do fuzji Ministerstwa Leśnictwa Republiki Litewskiej z Ministerstwem Leśnictwa, a nowa instytucja nosiła nazwę Ministerstwa Rolnictwa i Leśnictwa Republiki Litewskiej. W 1998 roku, po przejęciu spraw dotyczących leśnictwa przez Ministerstwo Środowiska, Ministerstwo Rolnictwa powróciło do wcześniejszej nazwy.

## Departamenty
- Departament ochrony roślin i środowiska rolniczego,
- Departament zarządzania dokumentami,
- Departament spraw Unii Europejskiej,
- Departament finansowy,
- Departament hodowli zwierząt,
- Departament przemysłu spożywczego,
- Departmanet nauki i innowacji,
- Departament nieruchomości i oddział geodezyjny,
- Departament spraw międzynarodowych i Eeksportowych,
- Departament nieruchomości i zamówień publicznych,
- Departament audytu Wewnętrznego,
- Departament rybołówstwa,
- Departament gospodarki gruntami i melioracji[3].

## Lista ministrów
- 1990–1991[4]: Vytautas Knašys,
- 1991–1992[5]: Rimvydas Survila,
- 1992–1994[6][7]: Rimantas Karazija,
- 1994–1996[7]: Vytautas Einoris,
- 1996–1998[8]: Vytautas Knašys,
- 1998–2000[8][9]: Edvardas Makelis,
- 2000–2001[10]: Kęstutis Kristinaitis,
- 2001–2004[11]: Jeronimas Kraujelis,
- 2004–2008[12][13]: Kazimira Prunskienė,
- 2008–2012[14]: Kazys Starkevičius,
- 2012–2014[15]: Vigilijus Jukna,
- 2014–2016[15]: Virginija Baltraitienė,
- 2016–2018[16]: Bronius Markauskas,
- 2018–2019[16]:  Giedrius Surplys.
- 2019–2020[17]:  Andrius Palionis.
- 2020–2024[18]–:  Kęstutis Navickas.
- od 2024[1] Ignas Hofmanas